# 田中真晴
田中 真晴（たなか まさはる、1925年4月5日 - 2000年6月21日）は、日本の経済学者。

## 経歴
京都市生まれ。1947年、京都帝国大学（現・京都大学）経済学部卒。大学院をへて1950年に京都大学経済学部助手、講師へ就任。1954年には助教授、1967年には教授に就任した。1968年、「ロシア経済思想史の研究 プレハーノフとロシア資本主義論史」で京大経済学博士。1974年、甲南大学経済学部教授、1986年京大名誉教授、甲南大学理事、経済学部長。1987年には経済学史学会代表幹事に。1991年には名誉教授、龍谷大学経済学部教授。1994年、退職。

## 著書
- 『ロシア経済思想史の研究 プレハーノフとロシア資本主義論史』ミネルヴァ書房 1967
- 『一経済学史家の回想』未來社 2001
- 『ウェーバー研究の諸論点 経済学史との関連で』未來社 2001
- （編著）『自由主義経済思想の比較研究』編著 名古屋大学出版会 1997

### 翻訳
- マックス・ヴェーバー『国民国家と経済政策』未来社 社会科学ゼミナール 1959
- ウェーバー『世界の大思想 第23巻 政治・社会論集』中村貞二、出口勇蔵、阿部行蔵、世良晃志郎、山田高生、清水幾太郎,清水礼子共訳 河出書房新社、1965
- フリードリヒ・ハイエク『市場・知識・自由 自由主義の経済思想』田中秀夫共編訳 ミネルヴァ書房 1986